# シャミル・ムサエフ
シャミル・ムサエフ（ロシア語: Шамиль Мусаев、英語: Shamil Musaev、1994年1月8日 - ）は、ロシアの男性総合格闘家。ダゲスタン共和国キズリャル出身。ゴールデン・チーム/SCアフマトフ所属。PFLウェルター級トーナメント2024王者。

## 来歴
ロシアのダゲスタン共和国キズリャルで生まれ、6歳から散打を始める。その後、ムサエフは「アフマトフ・スポーツ・クラブ」（SCアフマトフ）に召集され、キズリャルのオリンピック予備軍スポーツ学校「shkolu № 7」（School Number 7）を卒業した。散打ではジュニア世界選手権、ヨーロッパ選手権、ロシア選手権で優勝し、アマチュア総合格闘技ではヨーロッパ選手権、世界選手権で優勝した。2013年、プロ総合格闘技デビュー。

### PFL
2024年4月19日、PFL初参戦となったPFL 3のウェルター級トーナメント・レギュラーシーズン1回戦でローガン・ストーリーと対戦し、右ストレートでダウンを奪いパウンドで2RKO勝ちを収め5ポイントを獲得。6月28日、PFL 6でムラド・ラマザノフと対戦し、左フックでダウンを奪いパウンドで2RTKO勝ちを収め5ポイントを獲得し、合計10ポイントでプレーオフ進出を果たした。
2024年8月23日、PFL 9のウェルター級トーナメント準決勝でムラド・ラマザノフと再戦し、3-0の判定勝ち。11月29日、PFL 10のウェルター級トーナメント決勝でマゴメド・ウマラトフと対戦し、左フックでダウンを奪いパウンドで3RTKO勝ち。トーナメント優勝を果たし、優勝賞金100万ドル（約1億5000万円）を獲得した。

## 戦績
| 総合格闘技 戦績 | 総合格闘技 戦績 | 総合格闘技 戦績 | 総合格闘技 戦績 | 総合格闘技 戦績 | 総合格闘技 戦績 | 総合格闘技 戦績 |
| --------------- | --------------- | --------------- | --------------- | --------------- | --------------- | --------------- |
| 21 試合         | (T)KO           | 一本            | 判定            | その他          | 引き分け        | 無効試合        |
| 20 勝           | 12              | 2               | 6               | 0               | 1               | 0               |
| 0 敗            | 0               | 0               | 0               | 0               | 1               | 0               |

| 勝敗 | 対戦相手                       | 試合結果                                                             | 大会名                                                               | 開催年月日     |
| ○    | マゴメド・ウマラトフ           | 3R 1:44 TKO（左フック→パウンド）                                     | PFL 10 【2024年PFLウェルター級トーナメント決勝】                     | 2024年11月29日 |
| ○    | ムラド・ラマザノフ             | 5分3R終了 判定3-0                                                    | PFL 9 【2024年PFLウェルター級トーナメント準決勝】                    | 2024年8月23日  |
| ○    | ムラド・ラマザノフ             | 2R 1:51 TKO（左フック→パウンド）                                     | PFL 6 【2024年PFLウェルター級トーナメント・レギュラーシーズン2回戦】 | 2024年6月28日  |
| ○    | ローガン・ストーリー           | 2R 0:27 KO（右ストレート→パウンド）                                  | PFL 3 【2024年PFLウェルター級トーナメント・レギュラーシーズン1回戦】 | 2024年4月19日  |
| ○    | アレクセイ・クンチェンコ       | 1R 1:26 TKO（ボディへの右スピニングバックキック→スタンドパンチ連打） | RCC 16                                                               | 2023年7月28日  |
| △    | ミハル・ピエトルザク           | 5分3R終了 判定1-0                                                    | KSW 64: Przybysz vs. Santos                                          | 2022年10月23日 |
| ○    | ウロシュ・ユリシッチ           | 5分3R終了 判定3-0                                                    | KSW 58: Parnasse vs. Torres                                          | 2021年1月30日  |
| ○    | グジェゴシュ・シュラコフスキー | 1R 1:17 KO（右バックブロー）                                         | KSW 52: Race                                                         | 2019年12月7日  |
| ○    | ヒューバート・シマイダ         | 1R 3:52 TKO（パンチ連打）                                            | KSW 48: Szymański vs. Parnasse                                       | 2019年4月27日  |
| ○    | マラト・ハサノフ               | 1R 3:08 TKO（パンチ連打）                                            | Fight Nights Global 91                                               | 2018年12月27日 |
| ○    | ミラー・ダ・シウバ・コウト     | 2R 2:52 リアネイキドチョーク                                         | Golden Team Championship 3                                           | 2018年3月10日  |
| ○    | ラスル・サマドフ               | 1R 2:47 KO（ハイキック）                                             | Golden Team Tournament: Mytishchi Arena Cup                          | 2017年5月20日  |
| ○    | ゲルゴ・ボディス               | 1R 2:24 リアネイキドチョーク                                         | FighteRevolution Cup 2016                                            | 2016年8月12日  |
| ○    | ミルラン・アミルベコフ         | 2R 1:26 TKO（パンチ連打）                                            | ProSport: Grand Prix Russia Open 19                                  | 2016年3月5日   |
| ○    | ロマン・ミロネンコ             | 5分2R終了 判定3-0                                                    | M-1: Mix-Fighter Challenge 1                                         | 2015年10月4日  |
| ○    | フェリペ・エンスエ             | 1R 1:12 KO（パンチ）                                                 | Russian MMA Union: New Horizons Grand Final                          | 2014年11月22日 |
| ○    | マクシム・グラボビッチ         | 5分2R終了 判定3-0                                                    | M-1 Mix-Fighter: Season 4 - Stage 3                                  | 2014年9月27日  |
| ○    | ロマン・ミロネンコ             | 5分3R終了 判定3-0                                                    | M-1 Global: MixFighter Season 4                                      | 2014年6月15日  |
| ○    | パバル・マサルスキー           | 2R 2:30 TKO（パンチ連打）                                            | Mix Fighter: New Horizons Qualifying                                 | 2014年5月27日  |
| ○    | ラビル・ガジエフ               | 5分2R終了 判定3-0                                                    | Real Steel FC 1                                                      | 2013年9月14日  |
| ○    | ムスリム・ムバラクショエフ     | 1R 4:45 TKO（ドクターストップ）                                      | Razdolie Cup 2013                                                    | 2013年6月30日  |

## 獲得タイトル
- PFLウェルター級トーナメント優勝（2024年）